# Apolonio Lombardo
Apolonio Lombardo Rangel (26 de enero de 1934 - 16 de septiembre de 2020) fue un exfutbolista panameño que se desempeñaba como mediocampista en diferentes equipos de Panamá y en la selección.

## Carrera
Lombardo hizo como futbolista en el conocido Oratorio Festivo, el cual era regentado por sacerdotes salesianos, jugó en equipos de primera y segunda división de la Liga Distritorial de Panamá tales como Santander, Unión Ibérico, Unión Española y La Garantía, entre otros.

## Selección nacional
Lombardo jugó para la selección de Panamá entre 1953 y 1961, debutó a los 19 años con la camiseta nacional en la VI edición del desaparecido Campeonato Centroamericano y del Caribe de Fútbol (CCCF), desarrollado ese año en San José, Costa Rica.. Marcó 4 goles en 17 partidos.

## Fallecimiento
Falleció el 16 de septiembre de 2020.

## Clubes
| Club             | País   |
| ---------------- | ------ |
| Oratorio Festivo | Panamá |
| Santander        | Panamá |
| Unión Ibérico    | Panamá |
| Unión Española   | Panamá |
| La Garantía      | Panamá |